# Александрийское шоссе
Александри́йское шоссе — улица в Петергофе (Петродворцовый район Санкт-Петербурга). Расположена в Новом Петергофе и проходит от Дворцовой площади до парка «Александрия». Длина составляет 1040 м, первые 275 м со стороны Дворцовой площади являются пешеходной зоной, следующие 375 м — автодорогой с односторонним движением.

## История
Александрийское шоссе было проложено в 1836 году. Название связано с тем, что шоссе идёт от Большого дворца в сторону парка «Александрия».
В 1920-е годы было переименовано в улицу Дворцов и Музеев.
Историческое название было возвращено 1 сентября 1993 года.

## Достопримечательности

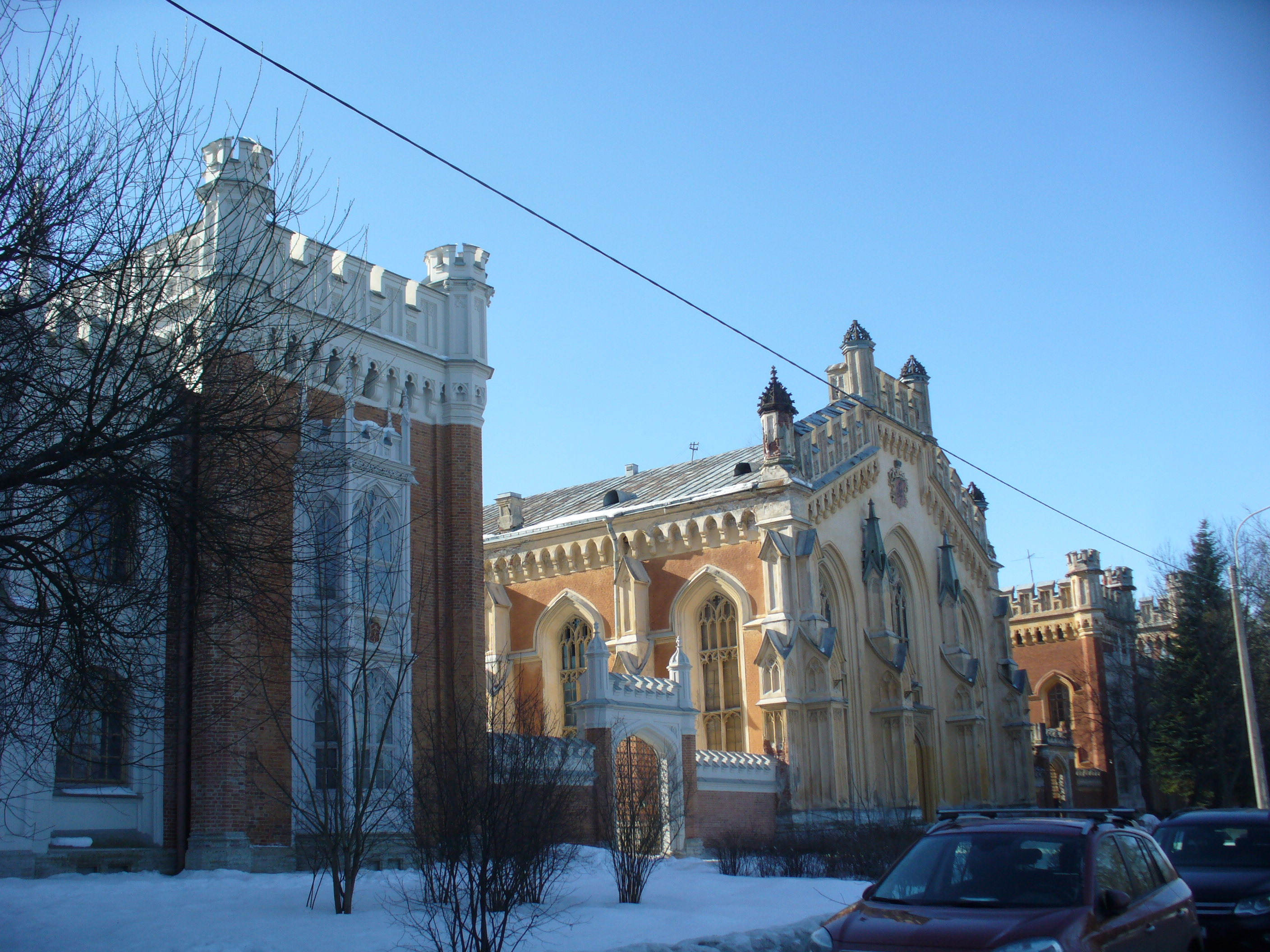
Вид на Дворцовые конюшни с Александрийского шоссе

- Дом № 1, к. 1 — дом Кофишенский («Готический»), 1840—1842 гг., арх. И. И. Шарлемань 1-й.
- Комплекс Дворцовых конюшен (улица Аврова, 2)